# 1604 Tombaugh
Az 1604 Tombaugh (ideiglenes jelöléssel 1931 FH) a Naprendszer kisbolygóövében található aszteroida. Carl Otto Lampland fedezte fel.
Nevét Clyde Tombaugh (1906 – 1997) amerikai csillagász, a Plútó felfedezője után kapta.